# Giandomenico Basso
Giandomenico Basso (1973. szeptember 15.) olasz autóversenyző, az első interkontinentális ralibajnokság, valamint a 2006-os- és a 2009-es európai ralibajnokság győztese.

## Pályafutása
2005-ben, mindössze három ponttal maradt el az európai ralibajnokság első helyétől, majd 2006-ban bajnok lett.
2006-ban, a Fiat gyári versenyzőjeként részt vett az akkor alakult interkontinentális ralibajnokságon. A négy futamból kettőn első lett, és tíz pontos előnnyel nyerte meg a bajnoki címet a skót Alister McRae, valamint a szintén olasz Paolo Andreucci előtt. A 2007-es szezonban mindössze két versenyen állt rajthoz, Madeirán első, Sanremóban pedig második lett. Az így gyűjtött tizennyolc pontjával az összetett értékelés ötödik helyén zárt. 2008-ban, a kína futamot kivéve a bajnokság minden futamán elindult. Két versenyen első lett, és további kétszer zárt dobogós pozícióban, végül legjobb Fiatosként Nicolas Vouilloz, valamint Freddy Loix mögött a bajnokság harmadik helyén végzett.
2009-ben megnyerte az európai ralibajnokságot, és ötödik lett az interkontinentális ralibajnokságon.

### Főbb sikerei
| Év   | Bajnokság                        | Helyezés |
| ---- | -------------------------------- | -------- |
| 2005 | európai ralibajnokság            | 2.       |
| 2006 | európai ralibajnokság            | 1.       |
| 2006 | interkontinentális ralibajnokság | 1.       |
| 2007 | olasz ralibajnokság              | 1.       |
| 2008 | interkontinentális ralibajnokság | 3.       |
| 2009 | európai ralibajnokság            | 1.       |

## Külső hivatkozások
- Giandomenico Basso hivatalos honlapja
- Profillja az ewrc.cz honlapon
- Profilja a rallybase.nl honlapon